# The Grunt
The Grunt é um funk instrumental gravado em 1970 pela banda The J.B.'s de James Brown. Ela foi lançada como duas partes pela King Records. A primeira parte (Part 1) foi incluída no álbum de 1972 do The J.B.'s chamada Food for Thought. A primeira parte foi a única parte gravada pela formação original do The J.B.'s que incluía Bootsy Collins e Catfish Collins.

## Músicos
- Clayton "Chicken" Gunnels - trompete
- Darryl "Hasaan" Jamison - trompete
- Robert McCollough - saxofone
- Bobby Byrd - piano
- Phelps "Catfish" Collins - guitarra
- William "Bootsy" Collins - baixo
- Frank Waddy - bateria

## Sampling
"The Grunt" tem sido uma fonte prolífica de samples para produtores de hip hop. Diversos elementos da gravação tem sido sampleados, incluindo partes do glissando do saxofone no início da faixa, um riff de duas notas no saxofone que ocorre no meio da canção, além de bases rítmicas durante toda a música. O grupo Public Enemy sampleou a faixa em Rebel Without a Pause de  seu álbum  It Takes a Nation of Millions to Hold Us Back. Outros artistas que samplearam "The Grunt" incluem Eric B. & Rakim, 2 Live Crew, Jungle Brothers, Compton's Most Wanted, Ultramagnetic MCs, Wu-Tang Clan, Pete Rock & C.L. Smooth, The Black Eyed Peas e Joe Public.

## Aparições em outras mídias
"The Grunt" aparece na trilha sonora do GTA: San Andreas ná rádio Master Sounds 98.3.